# Egglkofen
Egglkofen là một đô thị thuộc huyện Mühldorf bang Bayern nước Đức